# Franz Hermann Reinhold von Frank
Franz Hermann Reinhold von Frank, född den 25 mars 1827 i Altenburg, död den 7 februari 1894 i Erlangen, var en tysk teolog.
von Frank blev 1857 professor i kyrkohistoria och systematisk teologi vid Erlangens universitet och erhöll 1875 huvudprofessuren för systematisk teologi där. Han är näst von Hofmann den mest betydande representanten för den så kallade Erlangenskolan och dess  egentlige systematiker. Hans ståndpunkt är väsentligen den luthersk-konfessionella, men till metod och form bär hans framställning en avgjort modern prägel. Mest bekant är han genom System der christlichen Gewissheit (2 band, 1870-73; 2:a upplagan 1881-84), System der christlichen Wahrheit (2 band, 1878–1880; 3:e upplagan 1893), System der christlichen Sittlichkeit (2 band, 1884–1887), vilka tillsammans bildar "en genom djupt religiöst och sedligt allvar, enhetlig slutenhet och sällsynt systematisk energi utmärkt framställning af den kristna världs- och lifsåskådningen i dess totalsammanhang", som Einar Billing skriver i Nordisk Familjebok. Hans originalitet framträder framför allt i det sätt, varpå han i det förstnämnda av dessa arbeten sökt uppvisa den kristna trons bärande visshetsgrund. Sin utgångspunkt tar han i "pånyttfödelsens" begrepp. För den pånyttfödde är det "nya jaget" (fattat i egentligaste mening) en lika omedelbart viss realitet som annars för människan hennes naturliga jag. Reflexionen över detta nya jags uppkomst hänvisar nu till en övervärldslig kausalitet och grundlägger så vissheten om realiteten av de "transcendenta" trosobjekten (Gud, treenigheten, försonaren och försoningen och så vidare) och de "transeunta" (nådemedlen, kyrkan). Enskildheterna i denna konstruktion har näppeligen hållit stånd mot kritiken: den rent subjektiva utgångspunkten låter inte uppenbarelsens och skriftens betydelse för troslivet komma till sin rätt och medför betänkliga överdrifter i tolkningen av pånyttfödelsens erfarenheter, medan försöket att härur härleda inte endast vissa grundövertygelser, utan de speciellaste dogmatiska satser leder till förkonstling. "Men i sin helhet har dock von Franks 'visshetslära' varit af stor, ja i viss mening epokgörande betydelse för ifrågavarande problems behandling", skriver Billing. Bland hans övriga arbeten kan nämnas Die theologie der Concordien-formel (4 band, 1858–1864) och Vademecum für angehende Theologen (1892). De sista åren av hans liv upptogs framförallt av striden mot Albrecht Ritschls teologiska åskådning (Zur Theologie A. Ritschls, 3:e upplagan 1891, med flera arbeten). Postumt utgavs hans föreläsningar över Geschichte und Kritik der neueren Theologie (1894; 4:e upplagan 1907).